# إديتا موريس
إديتا موريس (بالسويدية: Edita Morris)‏ هي ناشطة سلام وكاتِبة سويدية، ولدت في 5 مارس 1902 في أوربرو في السويد، وتوفيت في 15 مارس 1988 في باريس في فرنسا.